# Nyemba (cours d'eau)
Pour les articles homonymes, voir Nyemba.
La Nyemba ou Niemba est une rivière du Katanga (république démocratique du Congo), prenant source dans le territoire de Moba, et se jetant dans la rivière Lukuga dans le territoire de Kalemie près de Niemba.

## Géographie
La rivière coule du sud vers le nord.